# Радиационная авария на заводе «Красное Сормово»
Радиационная авария на заводе «Красное Сормово» произошла 18 января 1970 года на заводе «Красное Сормово» (Горький) при строительстве К-302, седьмой по счёту атомной подводной лодки проекта 670 «Скат», заводской номер 712.
При проведении гидравлических испытаний первого контура силовой установки АПЛ, когда она находилась на стапеле механосборочного цеха (первого монтажного), произошёл несанкционированный запуск реактора ВМ-4-1. Проработав на запредельной мощности около 10—15 секунд, он частично разрушился. Непосредственно в помещении находилось 150—200 рабочих (вместе с соседними, отделёнными тонкой перегородкой — до 1500 человек). Двенадцать монтажников погибли сразу, остальные попали под радиоактивный выброс. Уровень излучения в цехе достигал 60 тысяч рентген (суммарный выброс активности в помещения цеха составил 75 тысяч кюри). По сообщению СМИ авария произошла из-за того, что перед гидравлическими испытаниями часть временных пластиковых заглушек забыли заменить на металлические постоянные, что привело к их выбиванию под напором, попаданию воды на урановые стержни и гидравлическому взрыву.
В тот день многие ушли домой, не получив необходимой дезактивационной обработки и медицинской помощи. Шестерых пострадавших доставили в больницу в Москву, трое из них, слесари Николай Лисов, Вячеслав Горохов и Николай Помозов, находившиеся в момент аварии непосредственно в реакторном отсеке, скончались через неделю с диагнозом «острая лучевая болезнь». Слесари Сердюк, Сорокин и Горев были выписаны через четыре месяца.
Только на следующий день рабочих начали отмывать специальными растворами, их одежду и обувь — собирать и сжигать. Со всех без исключения взяли подписку о неразглашении на 25 лет. Остальным пришлось принять участие в работах по ликвидации последствий аварии, которые продолжались до 24 апреля 1970 года. В них приняло участие более тысячи человек. Из инструментов — ведро, швабра и тряпка, защита — марлевая повязка и резиновые перчатки. Оплата составляла 50 рублей на человека в день.
Заражения местности удалось избежать из-за закрытости цеха, однако в течение нескольких дней радиоактивная пыль распространялась через открытые пожарными ворота цеха и оседала на снег. Когда это обнаружилось, радиоактивный снег растопили авиационными двигателями, и заражённая вода частично впиталась в землю, частично стекла в Волгу.
Повреждения оборудования подводной лодки потребовали замены реакторного отсека целиком, поэтому чтобы не срывать государственный план, согласно которому К-302 должна быть сдана в 1970 году, было произведено переименование. Под именем К-302 была сдана следующая подводная лодка серии, заводской номер 713, а заказ № 712 получил имя К-320 и был сдан в следующем, 1971 году.
Участникам ликвидации последствий аварии на производственном объединении «Завод „Красное Сормово“» предоставлены меры социальной поддержки в размере 50 % платы за коммунальные услуги, а также за наём, содержание и ремонт жилого помещения, ежемесячная выплата в размере 330 рублей в месяц до 1 января 2010 года, 750 рублей — с 1 января 2010 года.
К январю 2005 года из более тысячи участников ликвидации аварии в живых оставалось 380 человек, к 2012 году — менее трёхсот. Все — инвалиды I и II групп. За участие в ликвидации аварии никто из них правительственных наград не получил. К 2021 году в живых осталось не более 200 ликвидаторов. Общества «Январь-70» и «Январь 1970» пытаются добиться государственного признания подвигов людей в той катастрофе.